# 神原則夫
神原 則夫（かんばら のりお、1972年 - ）は、日本の漫画家。
1996年、「ビッグコミックスピリッツ」にて準スピリッツ賞を受賞。2000年に「アフタヌーンシーズン増刊」（四季賞）と「近代麻雀」で再デビュー。下ネタを多用しつつ人情味や哀愁の溢れるギャグ漫画を描く。デビュー当時は福本伸行、尾上龍太郎を目標にしていたという。主な作品に『西校ジャンバカ列伝かほりさん』など。
デビュー前、お金が無くて上京し大阪から駅前の自転車を盗んで東京まで来た珍話あり。

## 作品リスト
- とんぼ（アフタヌーンシーズン増刊、四季賞受賞作）
- 神原則夫の人生劇場（アフタヌーンシーズン増刊）
- 西校ジャンバカ列伝かほりさん（近代麻雀）
- エロせん（月刊漫画ゴラクネクスター）
- エロ本探偵安藤茂の事件簿 （月刊漫画ゴラクネクスター）
- 世界に羽ばたけ轟先生！（月刊アフタヌーン ）